# Pseudopalicus amadaibai
Pseudopalicus amadaibai is een krabbensoort uit de familie van de Palicidae. De wetenschappelijke naam van de soort is voor het eerst geldig gepubliceerd in 1963 door Sakai.